# Acridocarpus humbertii
Acridocarpus humbertii är en tvåhjärtbladig växtart som beskrevs av Arenes. Acridocarpus humbertii ingår i släktet Acridocarpus och familjen Malpighiaceae. Inga underarter finns listade i Catalogue of Life.